# Cursiter

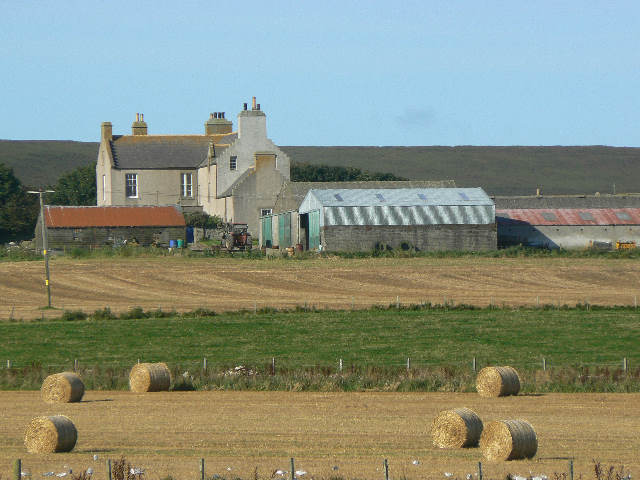
Ein Bauernhof im Ort

Cursiter ist eine Ortschaft, die im Nordwesten der zu Schottland zählenden Orkneyinseln liegt.

## Geographie
Cursiter liegt im Norden der Insel Mainland an der südlichen Küste der Bucht Bay of Firth. Ortschaften in der Nähe sind Grimbister und Finstown, die beide im Westen liegen. Im Süden wird Cursiter vom 221 Meter hohen Keelylang Hill überragt.

## Historisches
Im Rahmen der historischen Gliederung Schottlands in Civil Parishes zählt Cursiter zu Firth.